# Gustaf Malmberg (politiker)
Gustaf Henrik Malmberg (i riksdagen kallad Malmberg i Västervik), född 20 juli 1869 i Hakarps församling, Jönköpings län, död 9 september 1943 i Högalids församling, Stockholms stad, var en svensk kassör och politiker (socialdemokrat).
Malmberg var kassör vid Tändsticksbolaget i Västervik. Han var i riksdagen ledamot av första kammaren 1919–1923, invald i Kalmar läns södra valkrets fram till 1921 och därefter i Kalmar läns och Gotlands läns valkrets.